# 天堂围站
天堂围站位于中国广东省东莞市凤岗镇天堂村，是广深铁路已被撤销的铁路车站。该站于1911年启用，2009年撤销，此前由广铁集团廣深鐵路股份有限公司管辖。
车站地处凤岗镇与塘厦镇的交界处，毗邻深圳平湖，是广深铁路进入深圳前的最后一站。

## 历史
天堂围站于1911年启用，是廣九鐵路华段首批建成开通的车站。
1980年代，广深铁路复线建设项目开工，本站进行了扩建；期间拆除了货物仓库，用以新建站房和信号楼。
本站早前主要负责凤岗、清溪、观澜、龙华等地的粮食和百货运输，80年代建设复线后，由于未复建本站的货物仓库及货场，加上货源减少，车站于1988年停办货运业务。而客运方面，本站1979年曾创下发送旅客6.5万人次的纪录，另当时有大量逃港民众选择在本站下车再经深圳前往香港；1984年广深公路通车后，本站客流量开始下降，至2000年发送旅客仅1.7万人次，仅广深间8443/8444次普速列车停靠。前述列车于2003年9月停运后，本站停办客运业务。
客货运业务取消后，天堂围站继续办理列车通过和会让业务，直至2007年广深铁路四线工程完工。2009年，天堂围站撤销。

## 图集

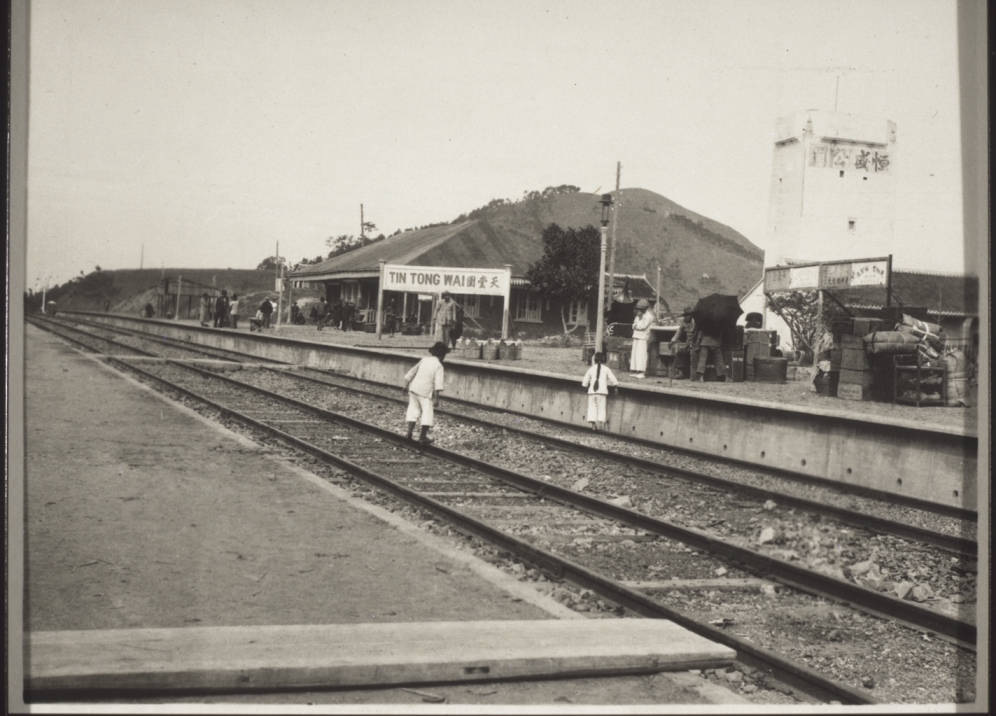
1928年的天堂围站
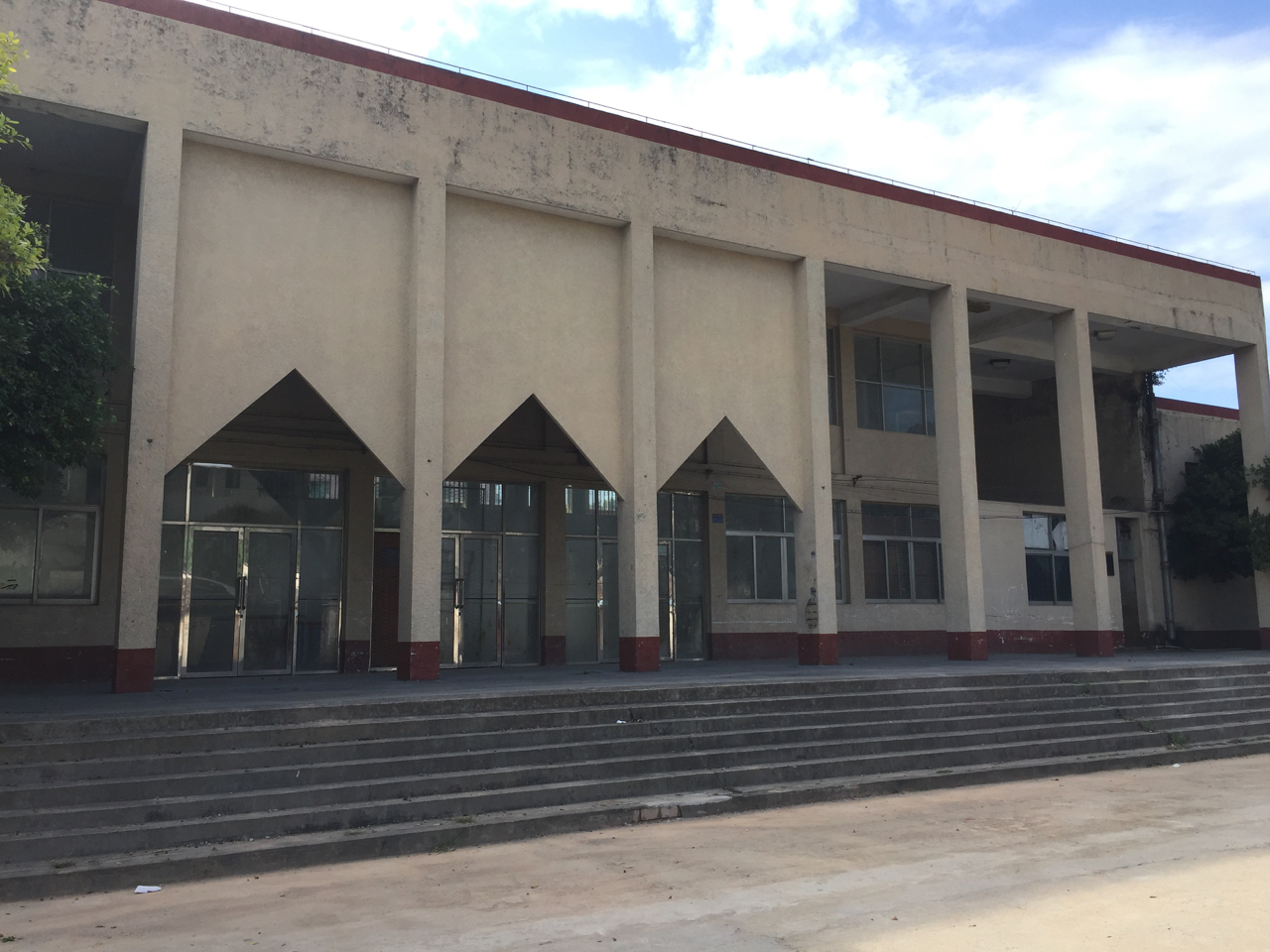
天堂围站站房入口